# Chinlone

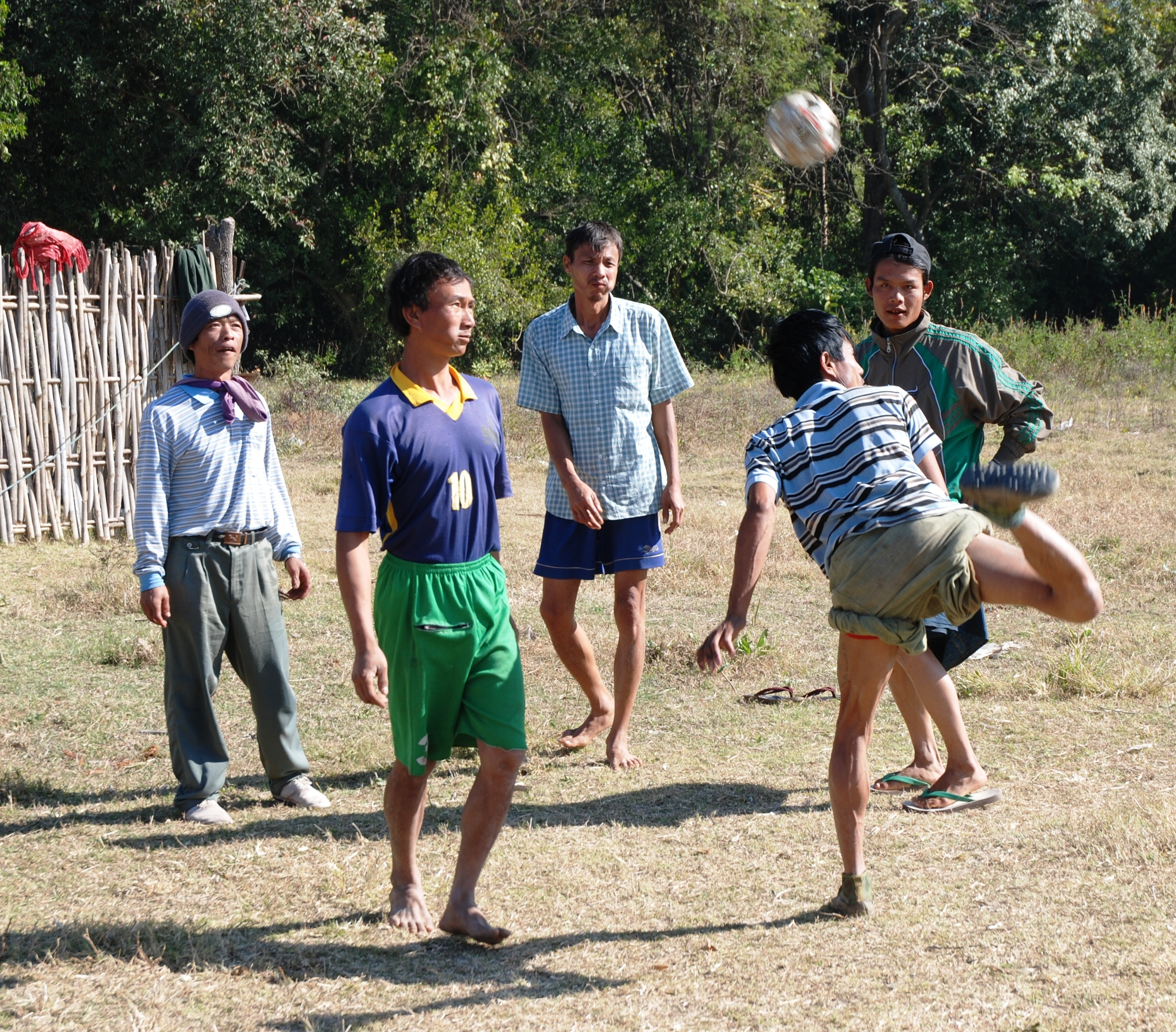
Người dân đang chơi chinlone tại Myanma

Chinlone nghĩa là Tâng bóng nghệ thuật (tiếng Miến Điện: ခြင်းလုံး; MLCTS: hkrang: lum:, IPA: [tɕʰɪ́ɴlóʊɴ]) là môn thể thao truyền thống của Myanmar. Chinlone là sự kết hợp giữa thể thao và nhảy múa, chỉ gồm một đội không đối đầu nhau. Về bản chất chinlone là không phải là môn cạnh tranh, nên không tập trung thắng thua mà chỉ tập trung vào cái đẹp khi chơi môn thể thao này.